# Olindias malayensis
Olindias malayensis är en nässeldjursart som beskrevs av Maas 1905. Olindias malayensis ingår i släktet Olindias och familjen Olindiasidae. Inga underarter finns listade i Catalogue of Life.